# Neocerambyx grandis
Neocerambyx grandis är en skalbaggsart som beskrevs av Charles Joseph Gahan 1891. Neocerambyx grandis ingår i släktet Neocerambyx och familjen långhorningar.
Artens utbredningsområde är Laos. Inga underarter finns listade i Catalogue of Life.